# Himantocladium prionacis
Himantocladium prionacis là một loài Rêu trong họ Neckeraceae. Loài này được (Müll. Hal.) M. Fleisch. ex Paris miêu tả khoa học đầu tiên năm 1909.